# Verwaltungsgemeinschaft Apfelstädtaue

Lage der ehemaligen Verwaltungsgemeinschaft im Landkreis Gotha

In der Verwaltungsgemeinschaft Apfelstädtaue aus dem thüringischen Landkreis Gotha hatten sich fünf Gemeinden zur Erledigung ihrer Verwaltungsgeschäfte zusammengeschlossen. Sitz der Verwaltungsgemeinschaft war die größte der fünf Mitgliedsgemeinden, Georgenthal.

## Geografie
Das Verwaltungsgebiet im Auengebiet des Flusses "Apfelstädt" erstreckte sich vom Gothaer Land bis zum Rennsteig.

## Verkehrsanbindung
Die Gemeinden der Verwaltungsgemeinschaft lagen entlang der Landesstraßen L 2146 und L 1028, die, aus Gotha-Uelleben kommend, nacheinander die Orte Emleben, Petriroda, (ab hier L 1028) Hohenkirchen, Herrenhof und Georgenthal durchlaufen. Über Schwabhausen und die B 247 war die Gemeinschaft mit der A 4 verbunden. Die B 88 (Eisenach – Jena – Naumburg) führt durch Georgenthal. Eine Bahnlinie von Tambach-Dietharz schneidet Georgenthal und Emleben und verläuft weiter nach Gotha. Diese Verbindungen sind vorteilhaft für die Gewerbeansiedlungen in Emleben, Herrenhof und Hohenkirchen.
Außer dem staatlich anerkannten Erholungsort Georgenthal, der sich das Erscheinungsbild eines Kurortes Anfang des 20. Jahrhunderts bewahrt hat, haben die anderen Orte einen liebenswert dörflichen Charakter. Auf Grund der guten Infrastruktur haben sich in den Orten neue, attraktive Wohngebiete entwickelt.

## Die Gemeinden
- Emleben
- Georgenthal
- Herrenhof
- Hohenkirchen
- Petriroda

## Geschichte
Die Verwaltungsgemeinschaft wurde am 6. Februar 1992 gegründet. Die Gemeinde Emleben schloss sich zum 9. April 1994 an. Die ursprünglich auch zur Verwaltungsgemeinschaft gehörende Gemeinde Nauendorf wurde zum 1. April 1999 nach Georgenthal eingemeindet.
Am 31. Dezember 2019 schlossen sich die Mitgliedsgemeinden Georgenthal, Hohenkirchen und Petriroda mit der benachbarten Gemeinde Leinatal zur Landgemeinde Georgenthal zusammen. Diese wurde erfüllende Gemeinde für Emleben und Herrenhof. Die Verwaltungsgemeinschaft wurde gleichzeitig aufgelöst.